# بمب هوایی

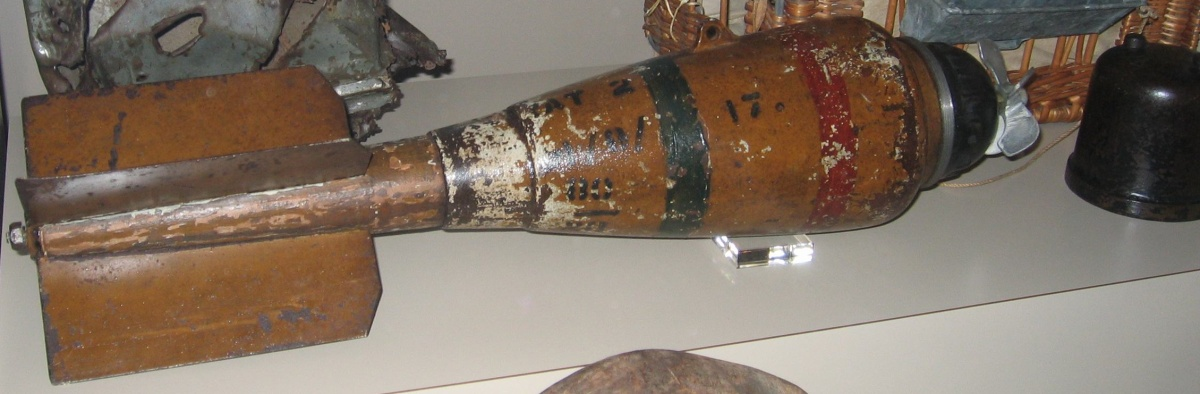
نمونه ای از بمب هوایی

بمب هوایی (انگلیسی: Aerial bomb) نوعی سلاح انفجاری یا تسلیحات آتش‌زا است، که برای حرکت در هوا (جو زمین) در یک مسیر پرواز قابل پیش‌بینی، طراحی شده‌است. مهندسان اغلب چنین بمب‌هایی را برای پرتاب از هواگردها طراحی و تولید می‌کنند. عملیات استفاده از بمب‌های هوایی را بمباران هوایی می‌نامند.